# Церковь Святого Григория Просветителя (Кайсери)
Церковь Святого Григория Просветителя (арм. Սուրբ Գրիգոր Լուսավորիչ եկեղեցի) — армянская церковь в городе Кайсери, на территории современной Турции, в исторической Западной Армении.

## История
Церковь была построена в 1191 году. С 2007 года ведутся реставрационные работы по восстановлению церкви силами армянской общины Стамбула. Предполагается, что церковь откроется 8 ноября 2009 года и будет освящена по канонам Армянской апостольской церкви (ААЦ). Храм освятит местоблюститель Константинопольского патриархата ААЦ архиепископ Арам Атешян. В церемонии открытия примут участие губернатор провинции Кайсери и мэр города. На церемонию приглашен также Абдулла Гюль (президент Турции), который родом из Кайсери.

## Галерея

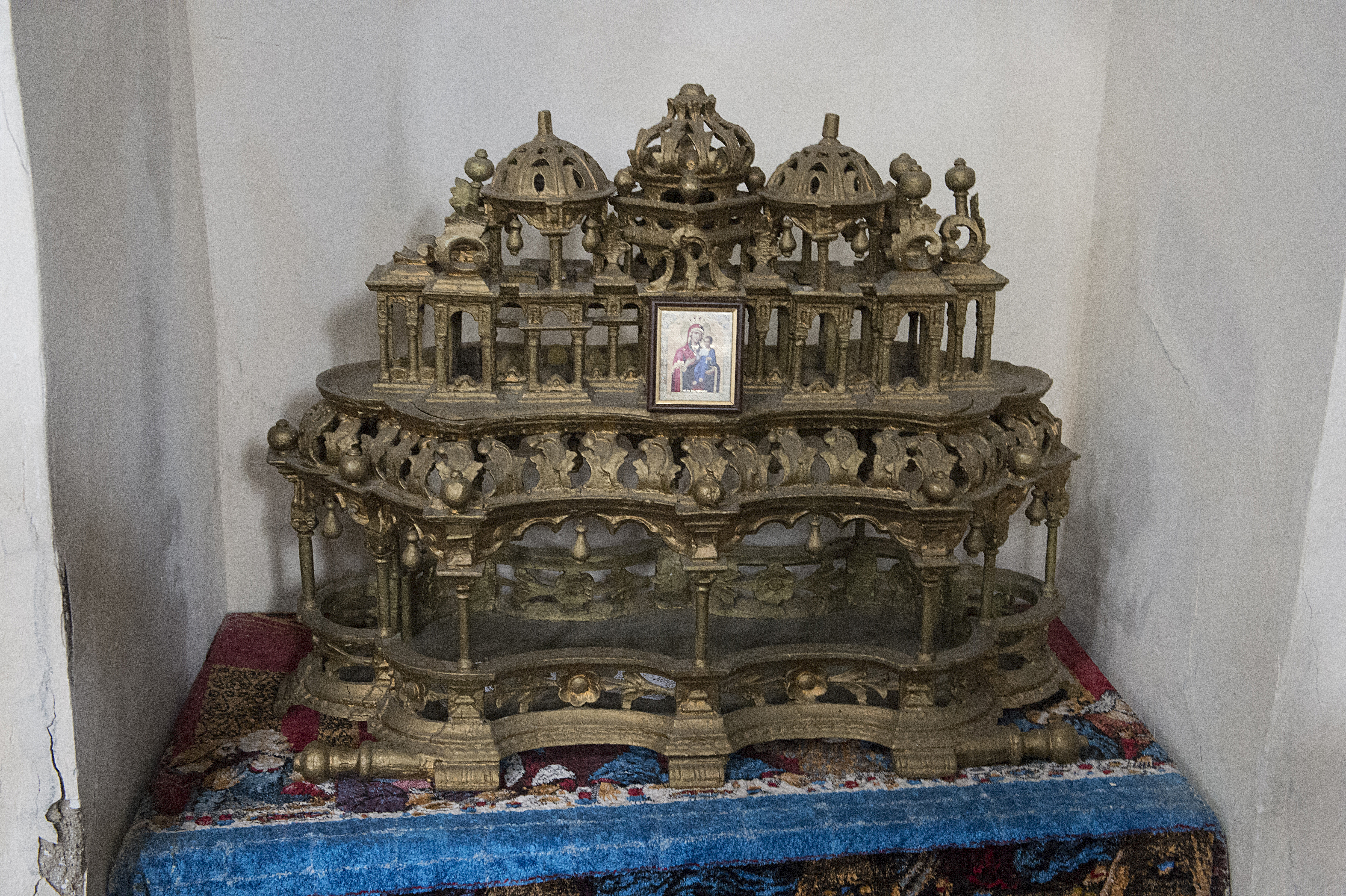
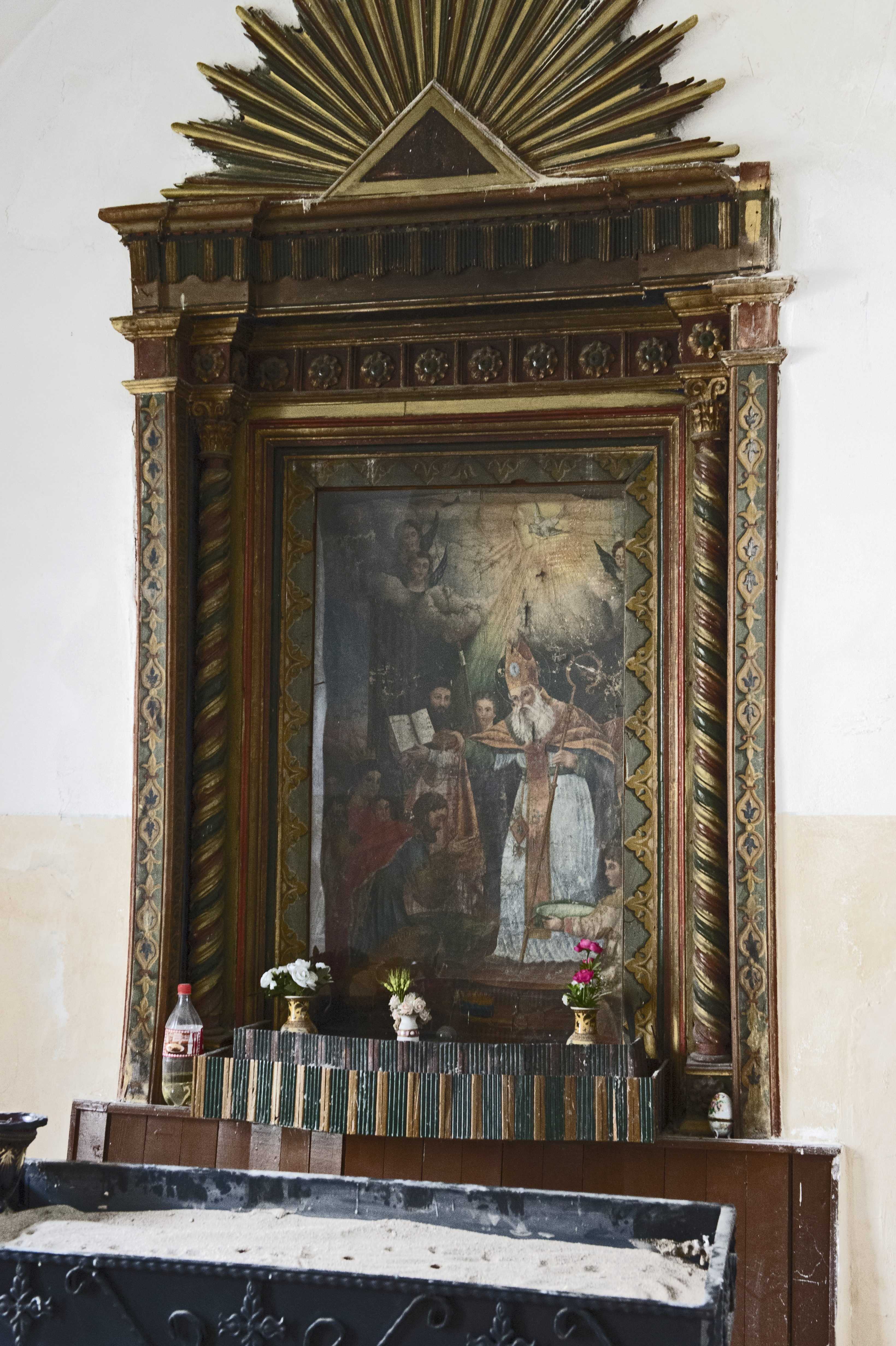
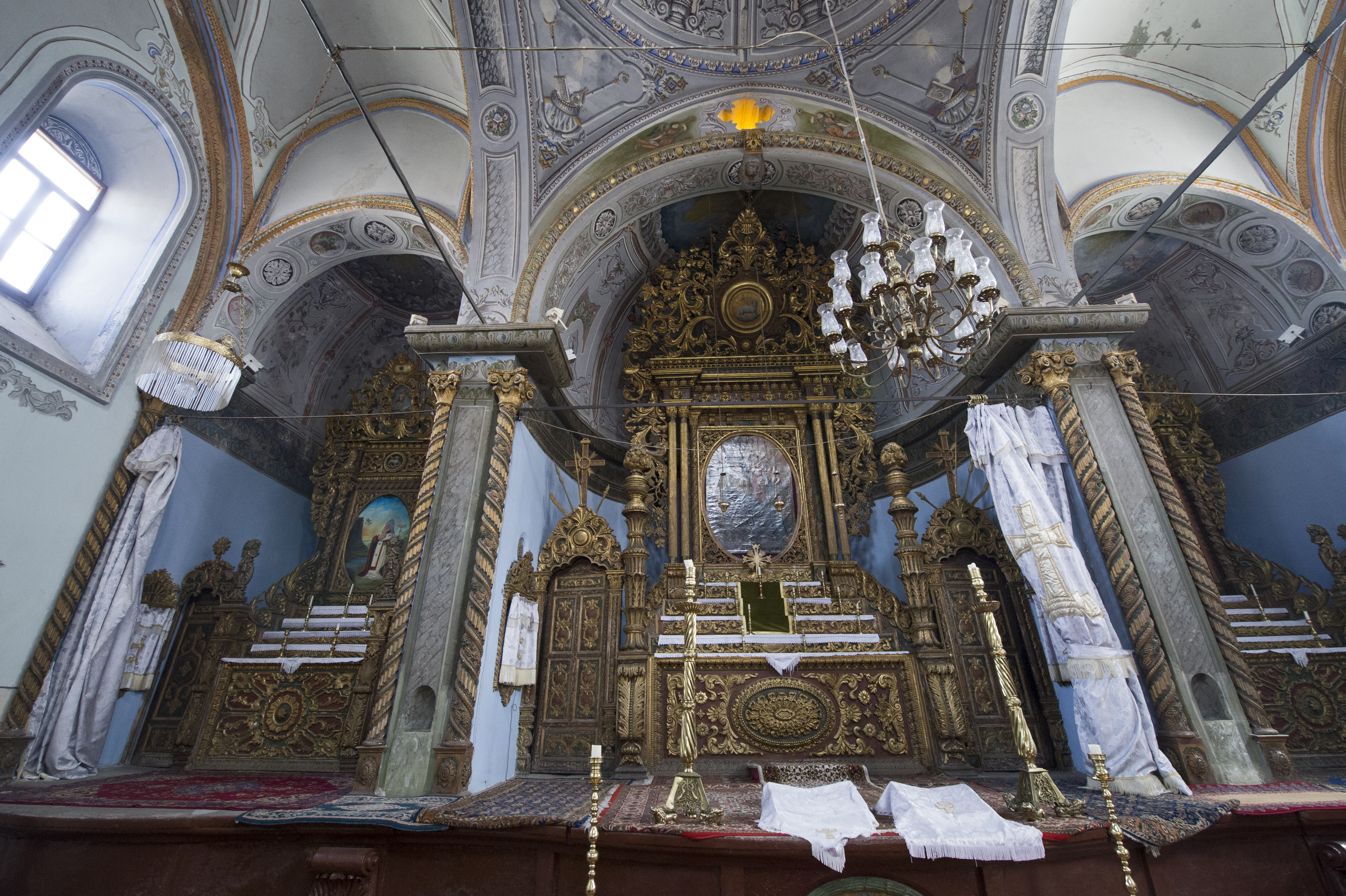
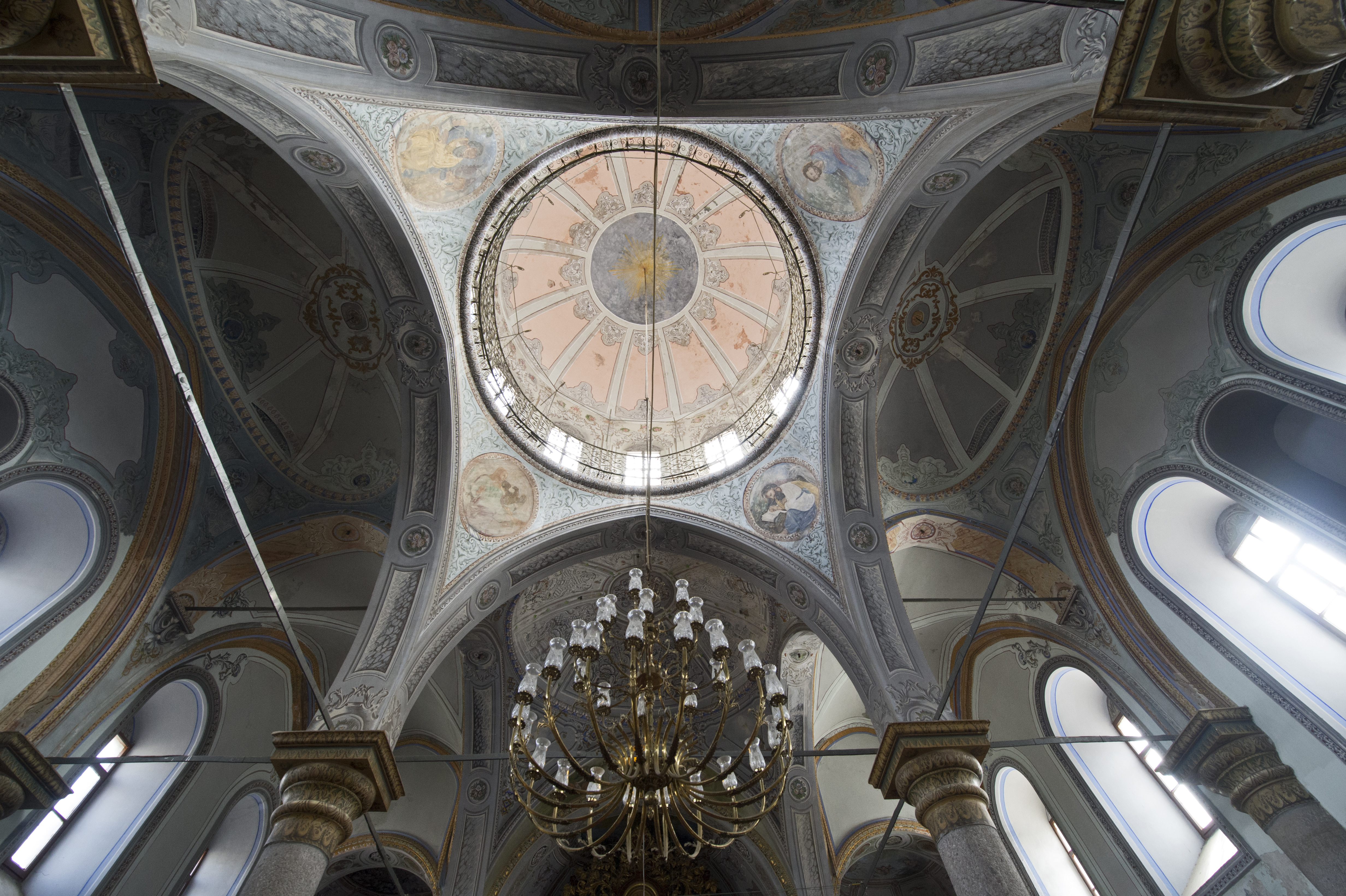
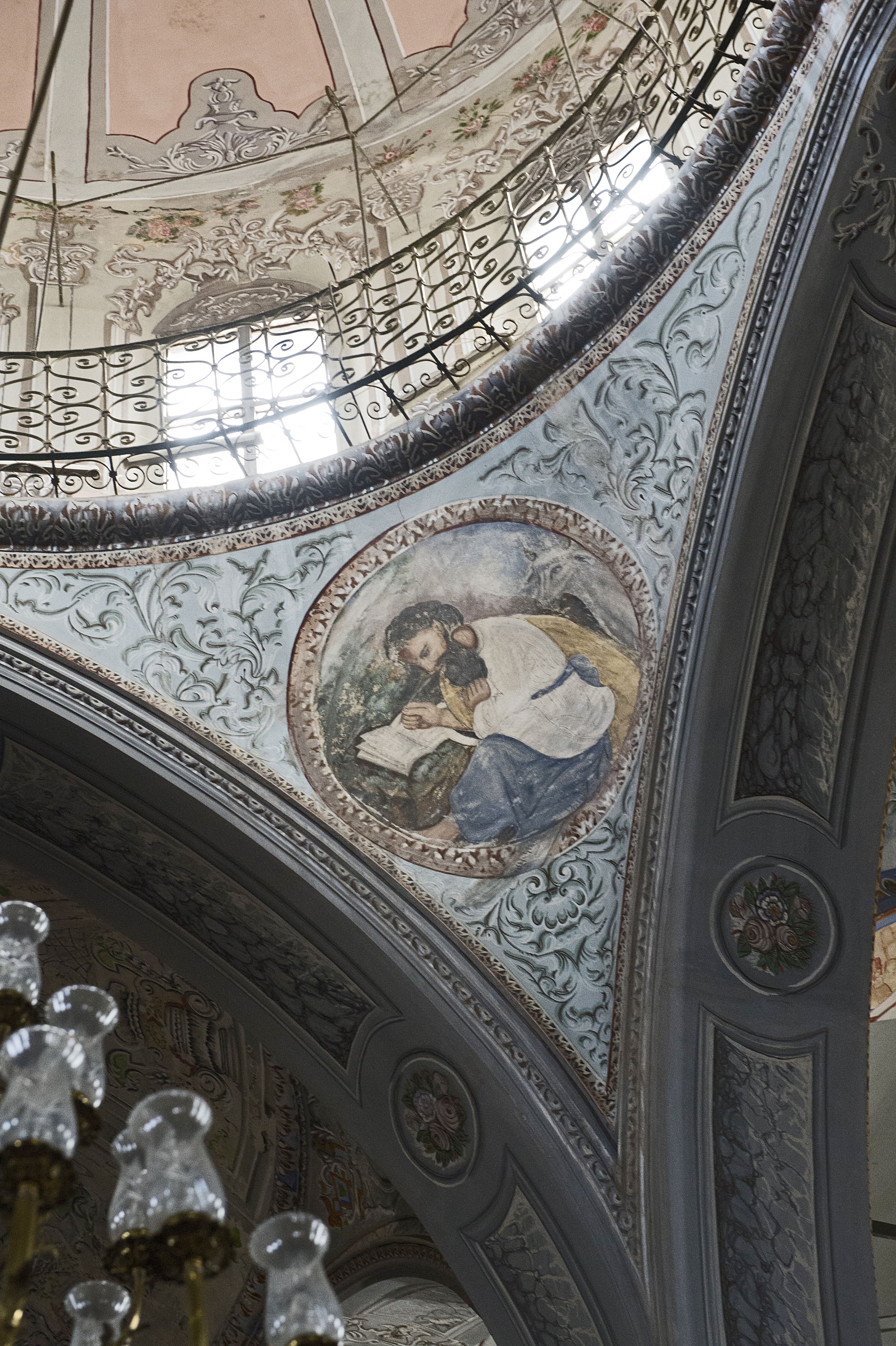
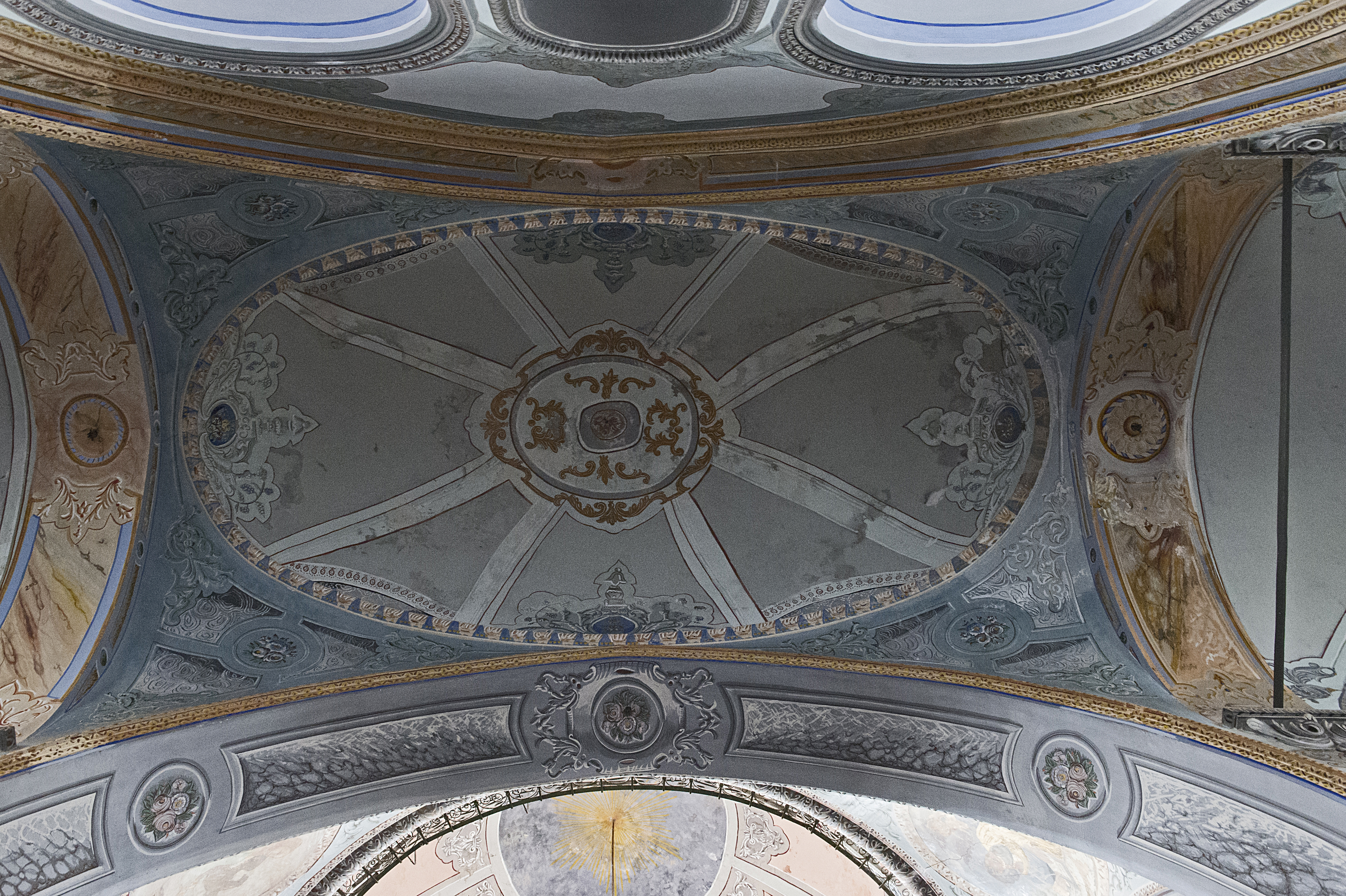
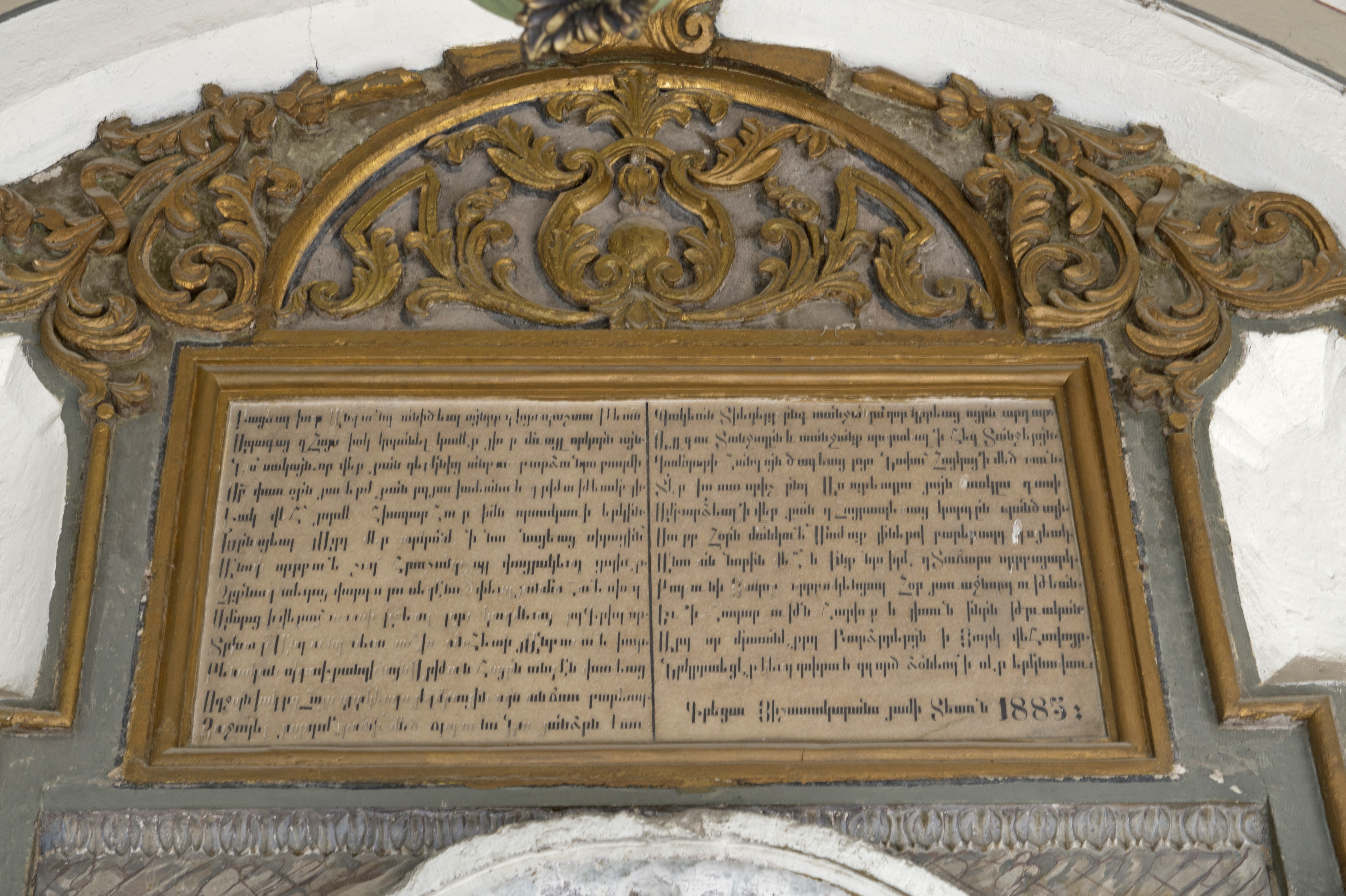
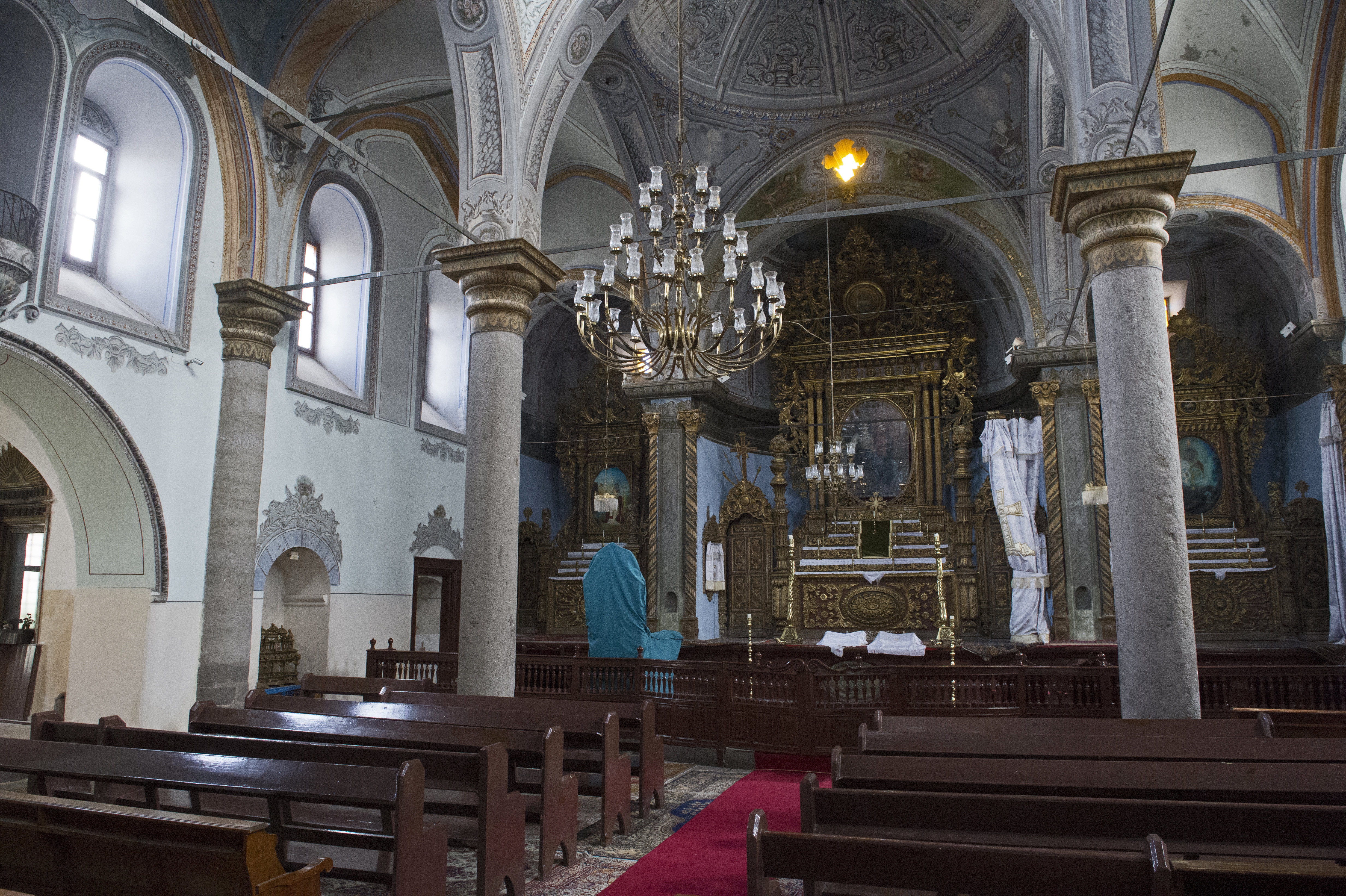